# 진안 은수사 청실배나무
진안 은수사의 청실배나무는 천연기념물 제386호로 되어 있는 대한민국의 천연기념물이다.

## 위치

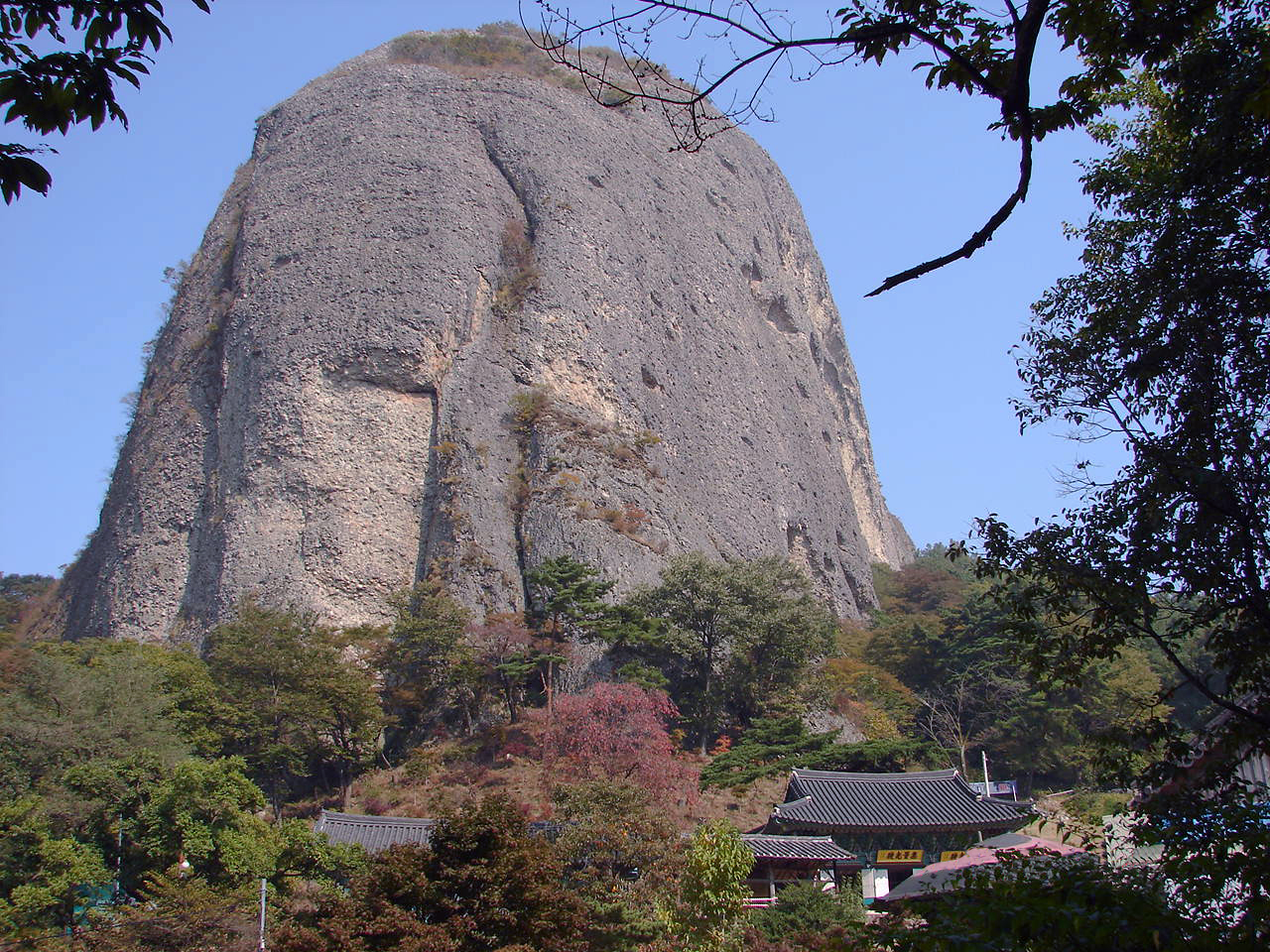
진안 마이산에 자리잡은 은수사

진안 은수사의 청실배나무의 높이는 18m이고, 나무의 나이는 640년으로 추정된다. 줄기 둘레는 2.8m이고, 줄기 길이는 동쪽 7.2m, 서쪽 8.7m, 남쪽 7.3m, 북쪽 6.4m이다. 이 청실배나무는 진안군청에서 동쪽으로 4km, 마령면사무소로부터 3km 떨어진 숫마이산의 정남향에 있는 은수사의 경내에 자리잡고 있다.
청실배나무로부터 북서쪽 10m 지점에는 약수터가 있고 남쪽 30m 지점에는 신라 때부터 서다산이라 불러온 마이산의 산신령에게 나라의 평안과 풍년을 기원하는 마이산제를 지냈다는 제단이 있다.
청실배나무 아래에는 높이 50cm쯤 되는 석축이 있고 윗부분은 1m 너비의 시멘트로 덮여져 있다. 은수사의 청실배나무는 조선 태조가 명산인 마이산을 찾아 기도를 마친 뒤 기도를 원만히 마쳤다는 증표로 씨앗을 심은 것이 싹이 터 자란 것이라고 전해지고 있다.
또한 이곳은 지형의 영향으로 산 밑에서 산정을 향해 바람이 불 때 거센 회오리 바람이 되며 이때 청실배나무의 단단한 잎들이 서로 마찰하여 말할 수 없이 신묘한 소리가 난다고 한다. 또 겨울철에는 청실배나무 밑둥 옆에 물을 담아 두면 나뭇가지 끝을 향해서 역고드름이 생기는 기이한 현상이 나타난다고 한다.
청실배나무는 낙엽활엽교목으로 어린 가지는 짙은 갈색이며 털이 없다. 잎 길이는 5∼12cm, 너비 6.4cm쯤으로 엽질이 단단하다. 잎자루의 길이는 2∼12cm로 털이 없다.
열매는 지름이 3∼5.8cm이고 길이는 4∼7.5cm이다. 과피는 갈색 또는 녹색으로 가을에 황색으로 익는다. 은수사의 청실배나무는 산돌배나무의 변종으로 매우 희귀하며 현재까지 은수사에만 있는 것으로 알려진 한국의 특산종이다.

## 같이 보기
- 마이산
- 은수사

## 참고 자료
- 《한국의 천연기념물》, 은수사의 청실배나무, 이경준 저, 아카데미서적(2006년, 199~203p)
- 《행복한 가족여행 만들기》, 진안 마이산, 유철상 저, 성하출판(2005년, 187~191p)